# Harald Rangnitt
Frans Harald Oscar Rangnitt, född 24 oktober 1935, död 25 mars 2016, var en svensk jurist som var lagman i Sollentuna tingsrätt från 1987 till 2002.
Rangnitt utnämndes till lagman i Sollentuna tingsrätt 21 maj 1987 efter att tidigare varit hovrättsråd i Svea hovrätt från 1981 och rättschef i Civildepartementet från 1980.
Harald Rangnitt var son till överstelöjtnant Carl-Oscar Rangnitt och Elsa, född Ljungdahl. Han vilar i sin familjegrav på Norra begravningsplatsen utanför Stockholm.